# John Gall
Pour les articles homonymes, voir Gall.
John Gall (né le 2 avril 1978 à Stanford (Californie)) est un joueur de baseball américain. Lors des Jeux olympiques d'été de 2008 à Pékin, il remporte la médaille de bronze.

## Palmarès
- Médaille de bronze aux Jeux olympiques de Pékin en 2008